# نقار خشب قرمزي الجناحين
نقار قرمزي الجناحين (الاسم العلمي: Picus puniceus) (بالإنجليزية: Crimson-winged Woodpecker)‏ هو نوع من الطيور يتبع جنس النقار الحقيقي من الفصيلة النقارية الحقيقية.